# 서부흡반발박쥐
서부흡반발박쥐(Myzopoda schliemanni)는 흡반발박쥐과에 속하는 박쥐의 일종이다. 마다가스카르섬에서 발견된다. 상태에 대해서는 잘 알려져 있지 않고, 마다가스카르흡반발박쥐를 닮았다.

## 특징
서부흡반발박쥐의 몸길이는 92~107cm 정도이다. 큰 귀를 갖고 있으며, 발과 발가락에 특이하게 흡반이 있다. 상체는 담황색-갈색을 띠며, 하체는 쥐색-회색을 띤다.

## 분포 및 서식지
마다가스카르섬 북부-서부의 세 군데 저지대에서 발견된다. 넓은 잎을 가진 우림에서 서식한다.